# Maria Ludwika de France
Maria Ludwika Francuska, fr. Marie-Louise de France (ur. 28 lipca 1728 w Wersalu, zm. 19 lutego 1733 tamże) – trzecia córka króla Francji Ludwika XV i jego żony, polskiej księżniczki, Marii Leszczyńskiej.

## Życiorys
Nazywana była Madame Troisième lub Madame Louise. Była po Annie Henrietcie, drugą ulubiona córką ojca. Wskutek wyziębienia zachorowała i zmarła w wieku 4 lat na epidemię grypy. Została pochowana w bazylice Saint-Denis. Jej śmierć bardzo przeżyła jej matka, Maria Leszczyńska, która wówczas spodziewała się piątego dziecka.
Po jej śmierci tytuł Madame Troisième przejęła nowo narodzona córka pary królewskiej – Maria Adelajda, która urodziła się miesiąc później, 23 marca.